# كينغدوم برو ريسلنيغ
كينغدوم برو ريسلينق (KPW) هي شركة بحرينية لترويج عروض المصارعة المحترفة تأسست في 23 أغسطس 2022. 

## مدرسة التدريب
لدى كينغدوم برو ريسلينغ مدرسة للمصارعة المحترفة في المنامة ، البحرين . تأسست في يناير 2019. وقد قامت المدرسة حاليًا بتوقيع عقد مع المصارع المخضرم الأمريكي جلين هولبروك من ولاية جورجيا كمدرب رئيسي.  جلين هولبروك درب الكثير من المصارعين أثناء مسيرته التدريبية من بينهم ستيف لاولر الذي درب جلين جيلبيرتى المعروف ب"ديسكو أنفيرنو".

## التاريخ

### الخلفية والتأسيس (2018–2020)
في ديسمبر 2018، أشار العديد من مستخدمي مواقع التواصل الاجتماعي في البحرين إلى إطلاق شركة كينغدوم برو ريسلينغ، لكن العرض الأول لـ KPW أقيم في فبراير 2020 في قاعة المركادو.

### جائحة كوفيد-19 (2020-2021)
مع إعلان كينغدوم برو ريسلينغ عن إلغاء وتأجيل أحداثهم في مارس 2020 بسبب الوباء ثم أعلنوا عن عودة العروض للجماهير في فبراير 2022.

### البداية الرسمية والعودة إلى العروض (2022-الآن)
في فبراير 2022، أعلنت KPW أنها ستعود بأربع أحداث في عام واحد في ثلاث مدن مختلفة. بدءًا من حدث خاص في 11 فبراير 2022 في الجنبية ، البحرين والذي أطلق عليه اسم KPW Redemption حيث أقيمت مباراة إقصاء فريق الزوجي المكونة من ثمانية رجال، لتصبح الشركة أول وأكبر شركة لترويج المصارعة المحترفة محليًا. 
ثم أعلنت شركة KPW عن شراكتها الجديدة مع مجموعة لولو العالمية لرعاية فعالياتها في عاصمة البحرين، المنامة. الحدث التالي KPW Brawl In The Mall سيكون أول ظهور لشركة KPW في المنامة، وقد ظهر فنان الهيب هوب البحريني الشهير Flipperachi ليؤدي موسيقى الراب الحية، بالإضافة إلى حدثين آخرين أقيما بعد ذلك. الأول كان KPW SuperClash في 20 مايو 2022 والذي تم فيه الكشف عن حزام بطولة KPW وثم عرض KPW Ramli Mall في 11 نوفمبر 2022 والذي تدخل فيه فنان القتال المختلط حمزة الكوهجي خلال الحدث الرئيسي لمساعدة The Great Zubari الذي تعرض للضرب من قبل Rudy Royal و عصابة من المصارعين خارج الحلبة. وقد حظي كلا الحدثين بضجة كبيرة وأقيما في مواقع مجموعة Lulu والتي اعتبرها الجمهور في ذلك الوقت مواقع مصارعة خاصة بالبحرين.
في عام 2023، أقامت KPW الحدث الأكثر حضورًا في ذلك الوقت، مع أكثر من 2500 متفرج في الحد ، البحرين، حيث أصبح Razor Jaw Shareef بطل KPW بعد فوزه على The Great Zubari في نهائي البطولة.  ضم الحدث معظم القائمة بما في ذلك أحمد دراغون، وعلي نينجا، والكابوس، وإسماعيل الحي الميت، و المصارع جبار، وخالد كومبات، ومادريكس، وماس كيد مان، وقاسيموفيتش، وRazor Jaw Shareef، وThe Great Zubari، ويعقوب.
في عام 2024، عقدت KPW ثلاثة أحداث، KPW WinterSlam حيث احتفظ Razor Jaw Shareef ببطولة KPW في مباراة ثلاثية ضد Jabbar و The Great Zubari.  ثم حدث KPW BattleZone و KPW Comiccon الأول المباع بالكامل. في KPW Comiccon، ظهر المصارعان السابقان في WWE منصور و Mason Madden MXM حيث تعاونا مع Razor Jaw Shareef وتصارعا في مباراة فرق مكونة من ستة رجال ضد Madrex و Tigre و The Great Zubari بعد أن تغلبوا على الممثل الكوميدي البحريني الشهير حسن مكي. 

### المصارعون الذكور
- رازور جو شريف - بطل KPW
- أحمد دراغون
- الدبابة
- حمد الأسد
- إسماعيل الميت الحي
- جبار
- خالد كومبات
- خليل كومبات
- مادريكس
- قاسموفيتش
- رودي رويال
- الزباري العجيب
- تيقريه
- في سي تي
- يعقوب